# Плавер (Вісконсин)
Плавер (англ. Plover) — селище (англ. village) в США, в окрузі Портедж штату Вісконсин. Населення — 13 519 осіб (2020).

## Географія
Плавер розташований за координатами 44°27′43″ пн. ш. 89°32′17″ зх. д. / 44.46194° пн. ш. 89.53806° зх. д. (44.462020, -89.537971).  За даними Бюро перепису населення США в 2010 році селище мало площу 27,93 км², з яких 26,80 км² — суходіл та 1,13 км² — водойми.

## Демографія
Згідно з переписом 2010 року, у селищі мешкали 12 123 особи в 4948 домогосподарствах у складі 3242 родин. Густота населення становила 434 особи/км².  Було 5188 помешкань (186/км²).
Расовий склад населення:
| - 92,8 % — білих - 3,8 % — азіатів - 0,5 % — чорних або афроамериканців - 0,4 % — корінних американців - 1,0 % — осіб інших рас |

До двох чи більше рас належало 1,5 %. Частка іспаномовних становила 3,2 % від усіх жителів.
За віковим діапазоном населення розподілялося таким чином: 25,3 % — особи молодші 18 років, 63,7 % — особи у віці 18—64 років, 11,0 % — особи у віці 65 років та старші. Медіана віку мешканця становила 35,9 року. На 100 осіб жіночої статі у селищі припадало 96,3 чоловіків;  на 100 жінок у віці від 18 років та старших — 94,7 чоловіків також старших 18 років.
Середній дохід на одне домашнє господарство  становив 74 746 доларів США (медіана — 61 398), а середній дохід на одну сім'ю — 88 782 долари (медіана — 73 287). Медіана доходів становила 50 303 долари для чоловіків та 40 365 доларів для жінок. За межею бідності перебувало 10,3 % осіб, у тому числі 11,8 % дітей у віці до 18 років та 8,9 % осіб у віці 65 років та старших.
Цивільне працевлаштоване населення становило 6501 особа. Основні галузі зайнятості: освіта, охорона здоров'я та соціальна допомога — 22,1 %, роздрібна торгівля — 15,2 %, виробництво — 14,0 %.